# Lactarius piperatus
Lactaire poivré
Espèce
Lactarius piperatus (le lactaire poivré) est un champignon agaricomycète, du genre Lactarius et de la famille des Russulaceae.